# Dia da Língua Russa nas Nações Unidas
O Departamento de Informação Pública das Nações Unidas aprovou a decisão de celebrar o 6 de junho como o Dia da Língua Russa nas Nações Unidas.

## Celebração
Em 19 de fevereiro de 2010, o Departamento de Informação Pública das Nações Unidas no documento OBV/853-PI-1926 aprovou a decisão de celebrar em 6 de junho o Dia da Língua Russa nas Nações Unidas, segundo nascimento de Alexandre Pushkin.